# Bruno Mégret

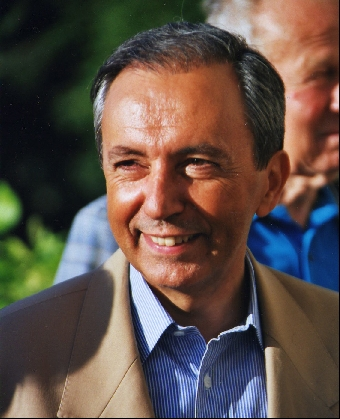
Porträt von Bruno Mégret, 2006

Bruno Mégret (* 4. April 1949 in Paris) ist ein rechtsextremer französischer Politiker. Er war der Generalsekretär der Front National (FN) und ist der Gründer der Mouvement national républicain (MNR).

## Leben
Mègret studierte an der École polytechnique und der École Nationale des Ponts et Chaussées.
Nachdem er 1985 zu Le Pens FN gestoßen war, trat er 1986 bei der Wahl zur Nationalversammlung für das Département Isère erfolgreich an. Von 1989 bis 1999 hatte er ein Mandat für das Europaparlament. Er organisierte Le Pens Wahlkämpfe und wurde Generaldelegierter für die FN. Nach einer Meinungsverschiedenheit über die zukünftige Strategie der FN und persönlichen Differenzen mit Le Pen trat er im Dezember 1998 aus der FN aus und gründete die MNR.
Im Jahr 2002 trat er bei den Präsidentschaftswahlen an, bekam aber lediglich 2,33 % der Stimmen. Bei der nächsten Präsidentschaftswahl 2007 trat er nicht mehr an und empfahl den Anhängern der MNR die Wahl Le Pens.
2007 wurde er von einem Gericht in Aix-en-Provence zu einer Bewährungsstrafe von 8 Monaten, 8000 Euro Geldstrafe und 1 Jahr Unwählbarkeit wegen Veruntreuung öffentlicher Mittel verurteilt. Um die nötigen Unterstützungs-Unterschriften gewählter Volksvertreter für seine Präsidentschaftskandidatur 2002 zu bekommen, hatte er im November und Dezember 2001 tausende Briefe über das Bürgermeisteramt der Stadt Vitrolles, in der seine Ehefrau Catherine Mégret Bürgermeisterin war, verschickt. Dabei entstand ein Schaden von 75.000 Euro, der für das Porto aufgewendet wurde.
Er trat am 20. Mai 2008 von allen politischen Ämtern zurück.